# Philip Zialor
Philip Zialor (ur. 6 września 1976) – maurytyjsko-seszelski piłkarz grający na pozycji napastnika, występujący w reprezentacjach obu krajów. 
W reprezentacji Seszeli występował z numerem 13. Zasłynął jako strzelec największej liczby bramek dla reprezentacji Seszeli, a także strzelec największej liczby goli w jednym meczu. 

## Kariera klubowa
Karierę rozpoczynał Sunshine SC, z którą w 1995 wygrał Division One. W 1996 roku dołączył do St Michel United FC.  W 2005 roku dołączył do Saint-Loius, aby po dwóch latach powrócić do St Michel United FC. W sierpniu 2009 roku dołączył do Anse Réunion FC, gdzie zakończył karierę profesjonalnego piłkarza. 

## Kariera reprezentacyjna

### Reprezentacja Mauritiusu
Niektóre źródła mówią, że jako że posiadał obywatelstwo zarówno Mauritiusu, jak i Seszeli, występował w obu reprezentacjach narodowych. W reprezentacji Mauritiusu rozegrał tylko jeden mecz 15 września 1998 roku przeciwko reprezentacji Seszeli. Był to mecz o trzecie miejsce na Igrzyskach Wysp Oceanu Indyjskiego. Seszele wygrały 4:3, co oznacza, że Mauritius zajął trzecie miejsce. Dwie bramki zdobył Philip Zialor: w 73 i 80 minucie. Inne źródła twierdzą, że Philip Zialor grał w tym meczu w drużynie Szeszeli i zdobył tylko jedną bramkę.

### Reprezentacja Seszeli
19 lipca 2008 roku zdobył cztery gole w meczu z Mauritiusem. Był to pierwszy wygrany meczem reprezentacji Seszeli w COSAFA Cup, a cztery gole Philipa Zialora to najwyższy wynik zdobytych bramek przez jednego zawodnika w meczu reprezentacji Seszeli.

#### Gole strzelone w reprezentacji Seszeli
Philip Zialor zasłynął jako strzelec największej liczby bramek w reprezentacji Seszeli. Różne źródła podają od 10 do 14 zdobytych bramek w reprezentacji. Różnice wynikają m.in. z przyjęcia innych kryteriów: niektóre uwzględniają wszystkie bramki, inne tylko te strzelone w meczach FIFA.
| L.p. | Data             | Miejsce                                     | Przeciwnik   | Wynik po golu | Wynik spotkania |                                                  | Źródło        |
| ---- | ---------------- | ------------------------------------------- | ------------ | ------------- | --------------- | ------------------------------------------------ | ------------- |
| 1.   | 8 maja 2000      | Stade Linité, Victoria                      | Namibia      | 1:1           | 1:1             | Eliminacje Mistrzostw Świata w Piłce Nożnej 2002 | [ 11 ] [ 12 ] |
| 2.   | 30 marca 2023    | Narodowy Stadion Sportowy, Harare           | Zimbabwe     | 1:2           | 1:3             | Eliminacje Pucharu Narodów Afryki 2004           | [ 13 ]        |
| 3.   | 7 lipca 2003     | Stade Linité, Victoria                      | Zimbabwe     | 2:1           | 2:1             | Eliminacje Pucharu Narodów Afryki 2004           | [ 14 ]        |
| 4.   | 30 lipca 2006    | Stadion Ludowy, Victoria                    | Tanzania     | 2:1           | 2:1             | Towarzyski                                       | [ 15 ]        |
| 5.   | 24 kwietnia 2007 | Stade Linité, Victoria                      | Reunion      | 2:0           | 2:0             | Towarzyski                                       | [ 16 ]        |
| 6.   | 14 sierpnia 2007 | Stade Municipal de Mahamasina, Antananarywa | Majotta      | 1–0           | 2–1             | Puchar Oceanu Indyjskiego w piłce nożnej 2007    | [ 17 ]        |
| 7.   | 14 czerwca 2008  | Stade Linité, Victoria                      | Burkina Faso | 1–1           | 2–3             | Eliminacje Mistrzostw Świata w Piłce Nożnej 2010 | [ 18 ]        |
| 8.   | 19 lipca 2008    | Witbank Stadium, Witbank                    | Mauritius    | 2–0           | 7–0             | COSAFA Cup 2008                                  | [ 19 ]        |
| 9.   | 19 lipca 2008    | Witbank Stadium, Witbank                    | Mauritius    | 3–0           | 7–0             | COSAFA Cup 2008                                  | [ 19 ]        |
| 10.  | 19 lipca 2008    | Witbank Stadium, Witbank                    | Mauritius    | 4–0           | 7–0             | COSAFA Cup 2008                                  | [ 19 ]        |
| 11.  | 19 lipca 2008    | Witbank Stadium, Witbank                    | Mauritius    | 7–0           | 7–0             | COSAFA Cup 2008                                  | [ 19 ]        |
| 12.  | 6 września 2008  | Stade Linité, Victoria                      | Burundi      | 1–2           | 1–2             | Eliminacje Mistrzostw Świata w Piłce Nożnej 2010 | [ 20 ]        |

## Osiągnięcia
Drużynowe:
- Sześciokrotne mistrzostwo Seszelskiej Division One w 1995 Sunshine SC, a także w 2000, 2002, 2003, 2007 i 2008 z Saint-Michel United .
- Dwukrotne wicemistrzostwo Seszelskiej Division One w 2001 z Saint-Michel United, w 2005 z Saint-Louis FC
- Zdobywca Pucharu Seszeli w 2007 roku z Saint-Michel United

Indywidualne:
- Najlepszy piłkarz Seszeli 1997[21], 2007[22], 2008[21]
- Najlepszy strzelec Seszelskiej Division One w latach 2003, 2008 and 2009, co oznacza, że najwięcej razy zdobył ten tytuł